# 恋はゲームで!
『恋はゲームで!』（こいはゲームで）は、篠塚ひろむによる日本の漫画作品。『ちゃお』（小学館）にて2000年8月号から同年10月号まで連載された。

## あらすじ
主人公・湊は、ずっと片思いをしていた幼馴染・明良に告白をする。明良は「俺の作ったゲームをクリアしたら、付き合ってもいい」という条件を出し、湊にゲームをさせる。ところがゲームの入ったパソコンに雷が落ち、湊はその衝撃でゲームの中に入ってしまった。その中で、明良が自分の好みのタイプとして作った美少女キャラクター・伊梨亜とゲームの中の明良とどちらが先に両思いになるかを競う事になってしまう。

## 登場人物
弓長 湊（ゆみなが みなと）
本作の主人公。16歳の高校1年生。
幼馴染の明良に想いを寄せていて、ついに告白。明良から「ゲームをクリアすれば付き合ってやる」という交換条件を出され、ゲームをしようとしていたが突然ゲームの入ったパソコンに雷が落ちて、ゲームの世界に吸い込まれてしまった。
ゲームの中で、伊梨亜や周りの状況に圧されながらも、湊の一生懸命な想いが届き伊梨亜に現実の世界に戻してもらい、明良と両思いになる事ができた。
川越 明良（かわごえ あきら）
湊の幼馴染で、片思いの相手。16歳の高校1年生。ゲーム作りが得意で、父親はゲーム会社の偉い人。
幼馴染の湊に告白されるが、「俺の作ったゲームをクリアすること」を交換条件として挙げ湊にゲームをさせた。
ゲームの中の世界では、伊梨亜とはいとこ同士でほぼ相思相愛。
湊が現実の世界に戻った日に、湊に告白し恋人同士になる。
川越 伊梨亜（かわごえ いりあ）
明良が作ったゲームのヒロインで、彼の好みのタイプの美少女。ゲーム内の明良とはいとこ同士という設定。
現実世界で雷が落ちたパワーで、湊をゲームの中に引きずりこみ湊のゲームクリアを妨害した。しかし、湊の健気な想いに負けゲーム内の明良とは相思相愛にも関わらず湊を現実世界に帰す。
最初は湊を嫌っていた様だが、最後に湊とは「友達（ライバル）」として和解する。
佐久本（さくもと）
湊の同級生で、親友。ゲーム内でも特に変わった設定はない。

## 書誌情報
- 篠塚ひろむ『恋はゲームで!』小学館〈ちゃおフラワーコミックス〉全1巻 、2001年5月26日発売、ISBN 4-09-135012-7
  - 「ミルモでポン！」（読み切り版）、「キスミー! ダーリン?」、「胸さわぎのアフタースクール」が併録。